# Come Together
《Come Together》（一起來）是由英國搖滾樂團披頭四成員約翰·藍儂創作、收錄於專輯《艾比路》的1969年歌曲。（作品上是以藍儂-麥卡尼「Lennon–McCartney」的名義發表）
並曾在1969年10月6日，另與披頭四歌曲《Something》合併為雙A面單曲作品發行。

## 概要
在1969年3月間約翰·藍儂與他的妻子小野洋子發起名為「上床」（Bed-in）的響應世界和平活動，之後5月他們兩人移至蒙特婁的伊麗莎白皇后酒店裡時，邀請了LSD藥物擁護者蒂莫西·利里與他的妻子蘿斯瑪莉共同參與活動（他們夫妻的名字亦出現在藍儂的1969年7月單曲《Give Peace A Chance》中）。之後蒂莫西·利里表明要與隆納·雷根競爭參選加州州長時，藍儂回應願意協助為他製作一份助選歌曲，而歌曲的靈感來自蒂莫西所發表的競選口號「一起來加入派對吧」（Come together, join the party），之後完成的成品便是《Come Together》。不過隨後因蒂莫西持有禁藥的問題無法參選，讓《Come Together》成為競選歌曲一事無後續下文。
作品中歌詞被認為影射為各名披頭四成員，其中「他參加狂熱的宗教活動」（He one holy rollers）是影射著喬治·哈里森、「他手指像猴子一樣靈巧」（He got monkey finger）為林哥·史達、「他滿臉絡腮鬍」（He got Ono sideboard）是藍儂本人、而最後一節歌詞裡的「打扮得稱頭拉風」（Got to be good looking）則是保羅·麥卡尼。另也有整首歌其實是藍儂對自己自嘲的說法。
披頭四的錄音室工程師傑夫·艾莫瑞克回憶當時在錄製《Come together》時，有著藍儂推掉了麥卡尼的一同來協力合作要求、而獨自演唱完這首歌的事情。但另一評論家伊恩·麥當勞則指出麥卡尼有在此曲負責和聲的說法。

## 演奏成員
- 約翰·藍儂：主唱、和聲、節奏吉他、電子琴、拍手聲
- 保羅·麥卡尼：和聲、貝斯
- 喬治·哈里森：主吉他
- 林哥·史達：鼓、響葫蘆

## 反應評價
《滾石》雜誌在2004年12月的「Rolling Stone's 500 Greatest Songs of All Time」特輯裡，將《Come Together》列為世界前500大歌曲的第205名。並在「The Rolling Stone 100 Greatest Beatles Songs」的專欄中，列為披頭四最佳歌曲裡的第9名。
而英國新聞媒體BBC則認為《Come Together》歌詞中的「他喝光可口可樂」（He shoot Coca-Cola）有置入性行銷的廣告味道，而將這首歌禁播。

## 訴訟問題
在1973年，唱片公司Big Seven Music Corp的經營者莫里斯·雷文（Morris Levy）控告了約翰·藍儂，他認為《Come Together》有抄襲他公司旗下的樂手查克·貝里歌曲《You Can't Catch Me》的問題。
莫里斯表示著《Come Together》開頭的一句「來了個留平頭老頭、慢慢地走上來」（Here come ol' flattop, he come groovin' up slowly）類似《You Can't Catch Me》中的「來了個留平頭傢伙、慢慢地朝向我來」（Here come a flattop, he was movin' up with me），以及藍儂和麥卡尼在這首歌的開頭演奏故意放慢節奏以及加重低音貝斯的效果、好讓《Come Together》聽起來像是原創歌曲。
之後藍儂與莫里斯達成協議，同意錄製《You Can't Catch Me》、《Ya Ya》、《Angel Baby》以上三首作品所有權歸莫里斯持有的歌曲在往後的個人專輯裡。其中前兩首收錄在藍儂的1975年專輯《Rock 'n' Roll》中，而《Angel Baby》則因後續幾年藍儂遭槍殺身亡而無結果。

## 翻唱者
- 黛安娜·羅斯：收錄於1970年專輯《Everything Is Everything》
- 凱特·布希：於1977年翻唱
- 史密斯飛船：收錄於1978年同名單曲《Come Together》
- 聲音花園：收錄於1990年專輯《Hands All Over》
- 馬克思·米勒：收錄於1994年專輯《Tales》
- 埃克索爾·羅斯、布魯斯·斯普林斯廷：於1994年同場表演翻唱
- 麥可·傑克森：麥可·傑克森之後持有《Come Together》的作品所有權，並翻唱收錄於1995年專輯《HIStory: Past, Present and Future, Book I》
- 諾爾·蓋勒格、保羅·威勒、保羅·麥卡尼：三人以「The Smokin' Mojo Filters」名義翻唱，收錄於1995年專輯《The Help Album》
- 羅賓·威廉斯、巴比·麥菲林：收錄於1997年專輯《In My life》
- 湯姆·瓊斯：收錄於1999年專輯《Reload》
- 艾爾頓·強：在2000年演唱會「One Night Only: The Greatest Hits Live at Madison Square Garden 」上翻唱
- 張惠妹：收錄於2001年專輯《旅程》
- 北極潑猴：在2012年夏季奧林匹克運動會開幕典禮上翻唱